# Stracciata
La stracciata è un latticino fresco a pasta filata originario del Molise, di forma appiattita a striscia larga di circa 4-5 cm, spessa circa 1 cm e ripiegata su sé stessa in maniera uniforme o a filo intrecciato, prodotto con latte vaccino.

## Tipologie
La stracciata è prodotta nei comuni di Agnone, Capracotta, Carovilli e Vastogirardi con il latte ottenuto da bovini di razze locali, per lo più tenute al pascolo ed alimentate con foraggi; il latte della mungitura serale e mattutina viene riscaldato in caldaia stagnata, ad una temperatura variabile di 36°/38° Celsius, a seconda delle condizioni climatiche.

## Preparazione
Al latte si aggiunge sale da cucina, il siero-innesto "zizza", preparato con il siero acido della lavorazione del giorno precedente ed il caglio, per lo più in polvere, lasciando cagliare per circa 20-30 minuti. La cagliata viene quindi rotta in pezzi grandi quanto un chicco di mais e lasciata raffreddare per una o due ore. Infine si allontana parte del siero, poi utilizzato per la ricotta, e la cagliata viene lasciata precipitare e riposare sottosiero per circa 90 minuti. Successivamente la pasta viene prelevata, poggiata sul tavolo spersore tagliata e lasciata acidificare ulteriormente fino al punto ottimale: ogni tanto il casaro ne valuta la maturazione, saggiandone la consistenza fra le dita e provando la filatura con una piccola aliquota messa su di un grosso cucchiaio di legno ed immerso in acqua bollente.
Quando la pasta ha raggiunto la giusta maturazione, viene ulteriormente triturata, messa nel mastello di legno di faggio o di cerro e vi si versa acqua quasi bollente (90 °C).
La pasta viene lavorata con una paletta di legno (ammassata), con movimenti di stiratura, di pressione e modellata con le mani. Dopo circa 10 minuti di filatura, la pasta viene formata in lunghe strisce di forma larga e appiattita, rassodata in acqua fredda e poi messa in salamoia.
Successivamente la striscia viene porzionata, stracciando pezzi della lunghezza di circa 50 cm, che poi vengono confezionati ripiegandoli tre volte su se stessi, in pezzature di circa 400-500 g, da consumarsi entro pochi giorni. La stracciata è prodotta in tutti i periodi dell'anno anche se particolarmente apprezzata è quella prodotta nei mesi estivi quando gli animali sono condotti nei verdi pascoli molisani.
Pur utilizzando materiali ed attrezzature tradizionali (quali caldaia in rame stagnato, mastello di legno, tavolo in legno o in acciaio) l'osservanza delle norme di buona prassi igienica e/o di precisi piani di autocontrollo, consentono di contenere adeguatamente le contaminazioni di processo. Inoltre, l'acidificazione della cagliata e soprattutto il processo di filatura in acqua ad alta temperatura (90 °C), consentono di raggiungere circa 64-65 °C al cuore della pasta, con un ulteriore abbattimento della flora microbica contaminante.

## Storia
La stracciata trae la sua denominazione dal gesto di stracciare in pezzi la striscia di pasta filata, lunga e piatta. Essa è nata nelle terre dell'alto Molise e si è caratterizzata soprattutto in Agnone, fin dagli inizi del secolo. Era in uso, a quei tempi, svolgere le feste e particolarmente quelle nuziali, con ricevimenti casalinghi nei quali, tra le altre cose, non mancava mai il pane con prosciutto e stracciata: quest'ultima, per la sua forma lunga e piatta, ben si adagiava sul letto del pane.

## Cucina
La stracciata viene consumata soprattutto al naturale, accompagnata da prosciutto crudo e olio o in insalate, non oltre cinque giorni dalla produzione.

## Riconoscimenti
La stracciata non viene commercializzata nel Lazio, ma il Papa si rifornisce di prodotti caseari molisani, tra cui la stracciata, dal caseificio molisano di Franco Di Nucci (vincitore del premio Formaggio dell’Anno 2017): essa è dunque un punto di riferimento importante per il menù del Papa e per la Città del Vaticano.